# Caledonian Road

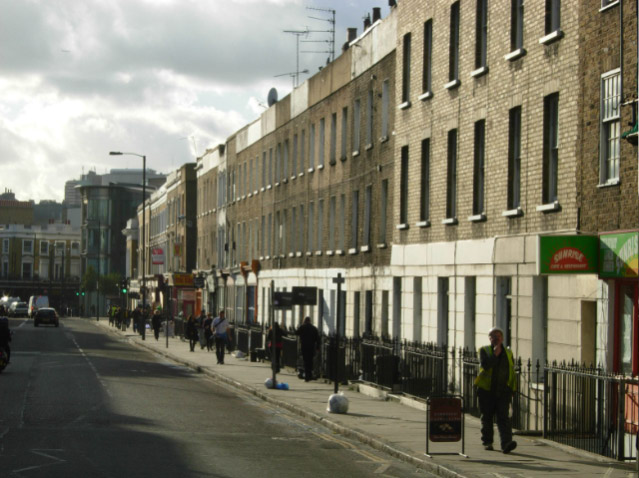
Südlicher Abschnitt der Caledonian Road

Die Caledonian Road, auch unter dem Spitznamen Cally bekannt und unter der Bezeichnung A5203 geführt, ist eine Straße im Londoner Bezirk Islington. Sie beginnt im Süden an der Pentonville Road, gut hundert Meter östlich vom Bahnhof King’s Cross, und endet im Norden an der Camden Road, nur rund 50 Meter von der im Osten verlaufenden Holloway Road (A1) und gut 500 Meter von dem ebenfalls östlich gelegenen Emirates Stadium entfernt.

## Verkehrsanbindung und wichtige Punkte

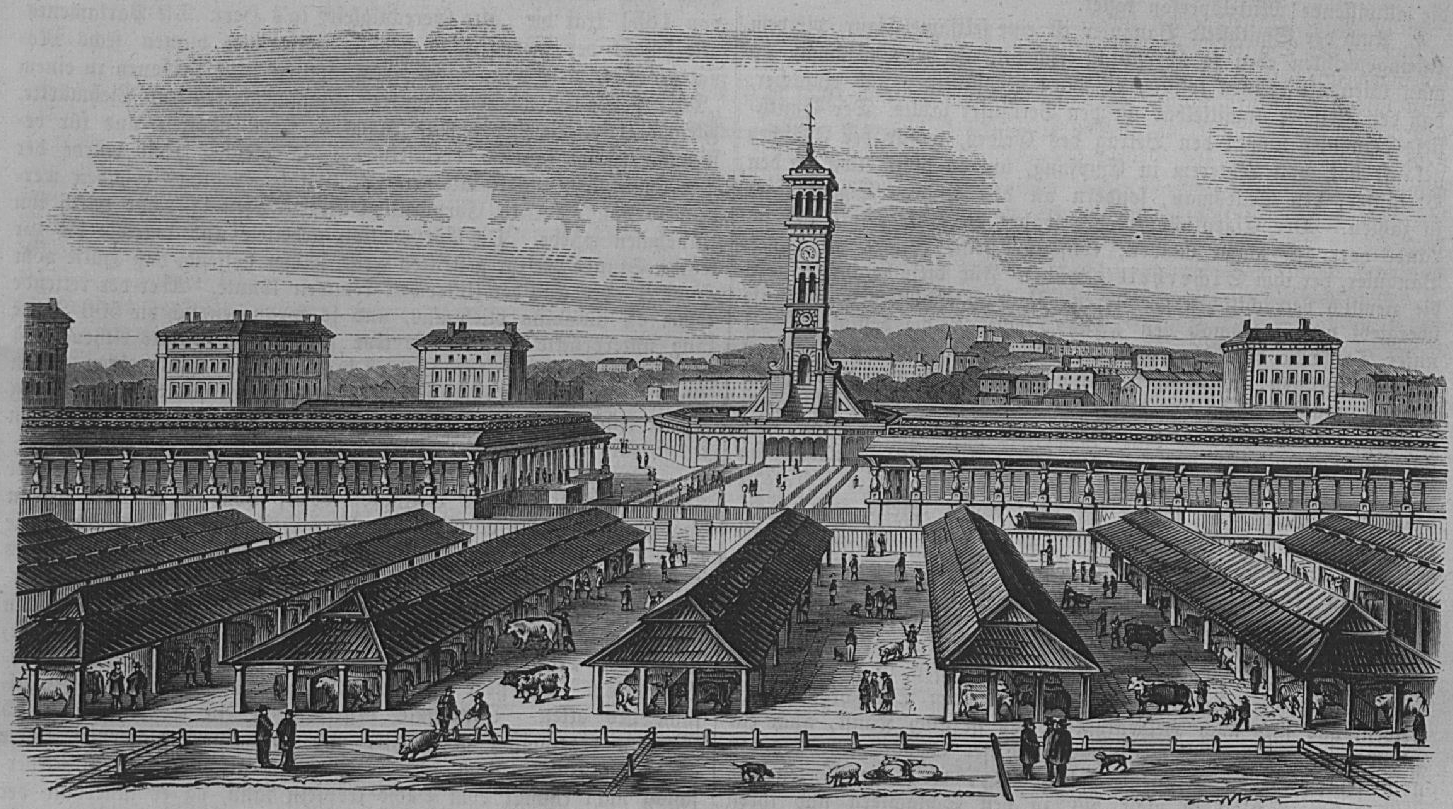
Cattle Market

An der Straße, die in ihrem südlichen Abschnitt den Regent’s Canal überquert, befindet sich das 1842 errichtete Pentonville-Gefängnis sowie nur wenige Meter östlich der Thornhill Square, dessen Grünfläche 1947 der Öffentlichkeit zugänglich gemacht wurde. Vorher war dieser Bereich in Privatbesitz und nur jenen zugänglich, die über einen Schlüssel verfügten. 1953 wurde der Park anlässlich der Krönung von Elisabeth II. neugestaltet und ab 1960 setzte eine zunehmende Gentrifizierung der Gegend ein.
Ebenfalls an der Straße befand sich von seiner Eröffnung im Jahr 1855 bis zu seiner Schließung rund neunzig Jahre später der Londoner Cattle Market. Unmittelbar gegenüber dem Cattle Market befanden sich die 1879 errichteten Beaconsfield Buildings, die der Arbeiterklasse eine angenehme Heimstatt bieten sollten. Sie verwahrlosten später immer mehr und entwickelten sich zum größten Slum auf der Westseite der Caledonian Road. Das Gelände bestand aus 480 Wohnungen, in denen etwa 3.000 Menschen lebten. Anfang der 1970er Jahre wurden viele der verwahrlosten Häuser auf der Westseite abgerissen und durch moderne Häuser ersetzt.
Im nördlichen Bereich der Straße befindet sich die gleichnamige Station der London Tube, die auf der Strecke der Piccadilly Line liegt.

## Straßenname
Der ursprüngliche Name der Straße war Chalk Road (Kalksteinstraße), aber das 1815 gegründete und 1827 in die benachbarten Copenhagen Fields verlegte Royal Caledonian Asylum – eine Sozialeinrichtung für Kinder von Soldaten und Seefahrern schottischer Herkunft, die in Ableistung ihres Dienstes für ihr Vaterland ums Leben gekommen waren oder sich körperliche Behinderungen zugezogen hatten sowie für Kinder armer schottischer Eltern, die in London lebten – gab später der Straße ihren heutigen Namen, den sie 1861 erhielt. Das Asylum wurde 1901 geschlossen und abgerissen.

## Geschichte
Die rund 3 km lange Straße wurde ab 1826 errichtet.
In der Anfangszeit bildete die Straße eine Art Grenzlinie zwischen dem östlich der Straße gelegenen Gebiet, in dem ein gewisser Wohlstand herrschte, und dem westlich von ihr gelegenen Gebiet, das größtenteils von Armut geprägt war. Doch nachdem zu Beginn des 19. Jahrhunderts ein Großteil der Mittelschicht abgewandert war, verwahrloste die Gegend immer mehr. Diese Veränderung wirkte sich auf beide Seiten der Caledonian Road aus.
Mitte des 19. Jahrhunderts ließen sich zahlreiche irische Migranten im Gebiet der Caledonian Road nieder. Im Laufe der Zeit wuchs die irische Gemeinde immer stärker an, und rund hundert Jahre später wurde 1955 im Keller des Hauses Nummer 257 ein Waffenarsenal gefunden. 1978 explodierte vor dem unter Nummer 5 gelegenen Housmans Bookshop eine Briefbombe der IRA, die wahrscheinlich im unter Nummer 492 gelegenen Post Office unweit des Bahnhofs Kings Cross explodieren sollte.
2013 gewann die 465 Caledonian Road den Carbuncle Cup (das hässlichste in den letzten zwölf Monaten im Vereinigten Königreich fertiggestellte Gebäude).

## Anwohner
Ein berühmter Anwohner der Straße war Randal Keynes, ein Nachkomme von Charles Darwin und John Maynard Keynes, der dort in den frühen 1980er Jahren sein Quartier bezog.